# Bathyconchoecia sagittarius
Bathyconchoecia sagittarius är en kräftdjursart som beskrevs av Deevey 1968. Bathyconchoecia sagittarius ingår i släktet Bathyconchoecia och familjen Halocyprididae. Inga underarter finns listade.